# Гурняк, Эдита
Эдита Анна Гурняк (пол. Edyta Anna Górniak; 14 ноября 1972, Зембице) — польская эстрадная певица, актриса озвучивания.

## Биография
Пела с четырёх лет. Дебют на большой сцене состоялся в телевизионной программе Збигнева Гурного «Каждый может петь» в 1989 году. В этом же году Эдиту пригласили принять участие в концерте «Дебюты» на Фестивале польской песни в Ополе, где она была отмечена за исполнение песни «Zły chłopak» («Плохой мальчик»).
За две недели до фестиваля она встретила продюсера Януша Стоклозу, который пригласил её в Варшаву на пробы мюзикла «Метро». Успех представления, премьера которого состоялась 31 января 1991 года, вознаградил её за месяцы, «выброшенные из жизни». Эдита, исполняющая в нём одну из главных ролей, становится идолом своего поколения. В течение трех лет она непрерывно выступает в мюзикле, который всегда собирает полные залы. Она сыграла в 700 спектаклях, в том числе на Бродвее, где была отмечена необычайная красота Эдиты. Однако предложение сотрудничества с известным нью-йоркским модельным агентством «Elite» не соблазнило молодую вокалистку, которая решила посвятить себя пению. В июле 1993 года Эдита была приглашена на Фестиваль прибалтийских стран в Карлсхамн, где заняла третье место. В сентябре того же года приняла участие в спектакле «Брось грошик в музыкальную шкатулку», сыгранном коллективом театра «BUFFO», в котором она пела «Каштаны» и «Малагенью», песни, принесшие ей симпатии слушателей старшего поколения.
В конце 1993 года Гурняк получила от Польского телевидения предложение представлять Польшу на фестивале Евровидение, куда страна была приглашена впервые. Её выступление на конкурсе Евровидение 1994 года в Дублине закончилось огромным успехом для молодой певицы. Её великолепный голос и превосходная интерпретация стали решающими факторами для признания песни «To nie ja» Станислава Сыревича с текстом Яцека Цыгана, которая заняла второе место, что явилось рекордом для страны, впервые принимающей участие в конкурсе. Огромный успех на Евровидении стал причиной того, что Эдита стала необычайно популярна во всей Европе.
Однако этой победы могло и не быть. На генеральной репетиции Гурник исполнила один куплет своей песни на английском (то есть негосударственном) языке, что было запрещено правилами. В результате шесть стран потребовали её дисквалификации. Но в соответствии с правилами за подобное решение должны были проголосовать 13 стран, чего не произошло, и Эдита продолжила выступление.
Летом 1994 Эдита успешно выступила на Фестиваля польской песни в Ополе, получив награду Кароля Мусёла, а также на Международном фестивале песни в Сопоте. В этом же году певица начала готовить материал для своего первого диска. Музыкальная компания POMATON EMI, которая подписала договор с фирмой ORCA — издателем записей Эдиты, в 1994 году выпустила первый сингл Эдиты с песней «To nie ja» в польской и английской версиях. В это же время на телевидении появился клип на английскую версию этой песни.
В 2002 году подписала контракт с компанией Virgin Germany. В том же году исполняла национальный гимн во время игр сборной на чемпионате мира по футболу, однако её манера исполнения вызвала противоречивые отклики.
С 2002 года выпускает диски под собственным лейблом EG Production и начинает активное сотрудничество с группой «Mathplanete». В 2006 году появляется на обложке польского издания журнала «Playboy» и записывает сингл «Sexuality». Активно занимается озвучиванием кино- и мультфильмов, участвует в телешоу.

## Дискография

### Альбомы
- 1995 — Dotyk / Касание
- 1997 — Kiss Me, Fell Me / Поцелуй меня, почувствуй меня
- 1997 — Edyta Górniak / Эдита Гурняк
- 2002 — Perła / Жемчужина
- 2003 — Invisible / Невидимая
- 2007 — E.K.G.
- 2008 — Zakochaj się na Święta w kolędach / Влюбись в Рожедство и в Новый год
- 2012 — My / Мой

### Сборники
- 1999 — 5 największych przebojów / 5 суперхитов
- 2004 — Dotyk — Złota Kolekcja / Касание — Золотая коллекция
- 2006 — Dyskografia / Дискография (все альбомы)
- 2010 — Kolekcja 20-lecia Pomatonu — Edyta Górniak / Коллекция к 20-летию Поматона — Эдита Гурняк

### Концертные альбомы
- 1999 — Live '99